# Marcel Lévesque
Marcel Lévesque (Paris, 1877–1962) foi um ator e roteirista francês da era do cinema mudo.

## Filmografia selecionada
- Judex (1916)
- La dama de Chez Maxim's (1923)
- Le Crime de Monsieur Lange (1936)
- La Nuit fantastique (1942)